# Absolutely Positively
«Absolutely Positively» es una canción de Anastacia del disco Heavy Rotation. 
Fue confirmada como segundo sencillo tras I Can Feel You. Se estrenó el 7 de noviembre de 2008. El 5 de febrero de 2009, Anastacia confirmó que "Absolutely Positively" era cancelado como sencillo en CD, debido a su escasa admiración por los fanes, tanto la canción como el video han sido catalogados como el peor trabajo de Anastacia.

## Promoción
Anastacia cantó el sencillo en los siguientes sitios entre el 2008 y 2009:
- En World Music Awards 2008 en Montecarlo
- En Zúrich en "Energy Stars for Free 2008"
- En Paul O'Grady Show en Inglaterra
- En Madrid en "Los Premios 40 Principales"
- En la versión italiana de Factor X en 2009

## Videoclip
El videoclip ha sido grabado en Londres por el director Nigel Dick, también director de los videos I´m Outta Love y Cowboys & Kisses. El video presenta escenas que muestran a la cantante haciendo su rutina diaria, como bañarse, comer una manzana, observar la calle desde la ventana, pintarse las uñas, vestirse y salir a la calle, pero ante todo esto, bailar al ritmo de la canción.
- Vieoclip Absolutely Positively

## Formatos
- CD Promocional de Reino Unido

1. Abslutely Positively (Radio) - 3:52

- iTunes Single

1. Absolutely Positively (Radio) - 3:52
2. Absolutely Positively (Moto Blanco Radio Mix) - 3:55

- Remix Oficial

1. Absolutely Positively (Moto Blanco Club Mix) - 8:24

## Radio
| Emisora                           | Posición más alta |
| --------------------------------- | ----------------- |
| Reino Unido Oficial Singles Chart | 22                |
| Alemania Top 40                   | 12                |
| Croacia Airplay Chart             | 14                |
| Italia Singles Chart (FIMI)       | 61                |
| Italia Airplay Chart              | 23                |
| Letonia Airpaly Top 50            | 19                |
| Suiza Airplay Chart               | 14                |
| España Singles Chart              | 45                |
| Polonia Singles Chart             | 2                 |

## Publicación
| Región                  | Fecha                  | Formato          |
| ----------------------- | ---------------------- | ---------------- |
| Europa                  | 7 de noviembre de 2008 | Radio            |
| Europa (menos Alemania) | 28 de febrero de 2009  | Descarga digital |

- Datos: Q480959